# Helena Forsås-Scott
Helena Forsås-Scott, född 1945, död 2015, var en svensk litteraturvetare, verksam som professor i svenska och genusvetenskap vid University College London.

## Biografi
Forsås-Scott tog sin filosofie magisterexamen vid Göteborgs universitet, och därefter en filosofie doktor vid universitetet i Aberdeen. Efter att som lektor ha undervisat vid Aberdeens universitet blev hon professor i svenska och genusvetenskap vid University College London. Hon började verka vid University College London 1994. Hennes forskning kretsade kring tematiska områden som ekokritik, ekofeminism och genus i 1900-talets Sverige och svensk litteratur. Hon var även aktiv i det internationella forskningsfältet kring skandinavistik (nordistik).
Forsås-Scott gick i pension 2010, och flyttade då till Edinburgh. Hon fortsatte vara aktiv inom akademin även efter det, och var bland annat rådgivande medlem av redaktionen för Swedish Book Review (SBR). I SBR bidrog hon med texter av författare som Moa Martinson, Elin Wägner, Sara Lidman och Kerstin Ekman. Hon var även rådgivare och redaktör vid Norvik Press och ledde arbetet med en nyöversättning av Selma Lagerlöfs verk till engelska, Lagerlöf in English. 2015 belönades hon med en hedersprofessur vid College of Humanities and Social Sciences vid Edinburghs universitet, liksom med medel från Svenska Akademien. Ylva Olausson konstaterar att Forsås-Scotts "betydelse för spridning av svensk litteratur och kultur i den engelskspråkiga världen [inte nog] kan understrykas."
Forsås-Scott dog 2015. Hon efterlämnade make och son.